# Hans Knieper

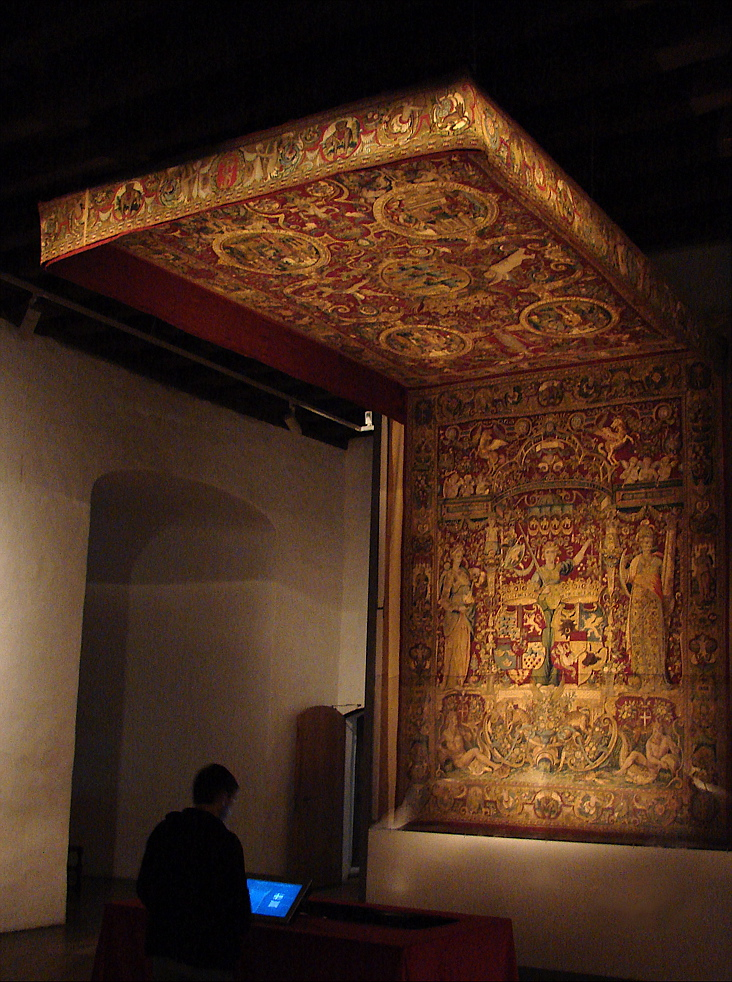
Trono Baldaquin

Hans Knieper (nombres alternativos: Hans Kniepper, Hans Knipper, Johan van Antwerpen, Hans Maler, Hans Knibber, Jan Knibber, firma: ID Knibber y monograma IDK)   (probablemente Amberes ,? - Elsinore, 2 de noviembre de 1587) fue un pintor y dibujante flamenco. Se convirtió en pintor de la corte y diseñador de cartones para tapices en la Corte Real Danesa y dirigió una tienda de tejidos para tapices en Dinamarca.

## Primeros años y formación
Se sabe muy poco sobre los primeros años de vida de Knieper y su formación en Flandes. Es probable que naciera en Amberes, ya que en su contrato inicial con el rey danés se le menciona con el nombre de "Johannes de Antwerpia". Se ha propuesto una formación en Bruselas basada en un posible vínculo con la familia de tejedores bruselenses de Smet y en el hecho de que añadió una marca compuesta por una corona y una B a los tapices que diseñó para el castillo de Kronborg, en Dinamarca. La marca B era una famosa marca de un taller de tejedores de Bruselas. La única obra que se le atribuye en su país es una acuarela de una figura alegórica que se encuentra en Gaasbeek (Bélgica).

## En Dinamarca

### Castillo de Kronborg

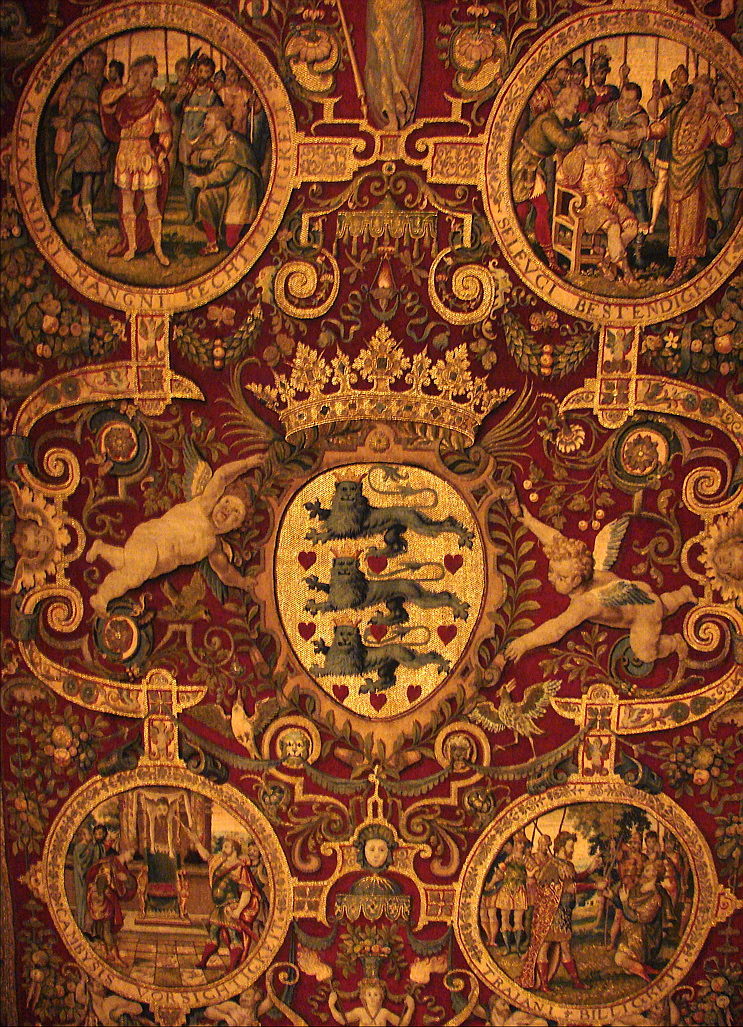
Detalle del Trono Baldaquin

Knieper debía de tener una gran reputación internacional como artista, ya que el enviado del rey danés Federico II, Thomas Tenniker, lo contrató en 1577 en nombre del rey para que fuera a Helsingør a diseñar tapices para la decoración del castillo de Kronborg. Por aquel entonces, el rey Federico II estaba transformando radicalmente la fortaleza medieval en un magnífico castillo renacentista, utilizando como principales arquitectos a los compañeros flamencos de Knieper Hans Hendrik van Paesschen y Anthonis van Obbergen. En lugar de decorar el castillo importando obras de arte acabadas, Federico decidió invitar a los artistas a realizar sus obras in situ.
Knieper llegó a Kronborg en compañía del maestro tejedor flamenco Anthonius de Goech (o de Corte o de Gorth). Anthonius de Goech trajo consigo todos los materiales para ejecutar los tapices, pero murió a los tres meses de su llegada (ocho meses después de su nombramiento). Knieper recibió entonces el cargo de director del taller de tejido. Viajó una y otra vez entre Dinamarca y Flandes para importar más materiales y trabajadores cualificados. Consiguió establecer un taller de gran calidad cerca del castillo de Kronborg, que contaba con una veintena de tejedores y realizaba muchos trabajos para el rey. Probablemente nombró a otro maestro tejedor para que dirigiera el trabajo de tejido en el taller.

### Primeros tapices
Ya en 1579 su taller pudo entregar doce tapices con la historia del Antiguo Testamento de David y Nabucodonosor y un único tapiz con la historia de Susana y Daniel, de los que no se conserva ninguno. Ese mismo año entregó otros cinco tapices de la serie de Susana y dos más de Daniel. Se ha especulado que entre 1579 y 1581 cesaron las actividades de tejido. No está claro si los tejedores flamencos regresaron a su país de origen.
En este período, Knieper continuó trabajando como pintor real. Realizó pinturas para la cámara del rey (la historia de Gedeón ) y otras habitaciones, así como el retablo de la capilla del castillo. Knieper también fue responsable del mantenimiento y preservación de los tapices del castillo.

### La genealogía
En 1581, Federico II encargó al taller de tejidos de Knieper el diseño y el tejido de una serie de tapices de la genealogía real danesa que incluiría a 111 antiguos reyes daneses, además del propio rey y el príncipe heredero Christian III, y de algunos tapices de escenas de caza. El rey sueco Erik XIV ya había planeado en 1560 un ciclo similar de tapices suecos con nada menos que 143 reyes. En Dinamarca, el artista sueco Antonius Samfleth había pintado en 1574 una serie real que sumaba 117 retratos. Knieper realizó en 1584 los diseños de 40 tapices de la genealogía que cubrían todas las paredes del salón de baile del castillo de Kronborg. De ellos se conservan 14.
Detrás de los retratos de tamaño natural, Knieper creó un fondo rico y vibrante, con castillos y bosques, animales y vegetación afelpada, profundidades alegóricas, expresiones heráldicas y una ornamentación de una elegancia y brillantez nunca vista en Dinamarca.

### El trono Baldaquin

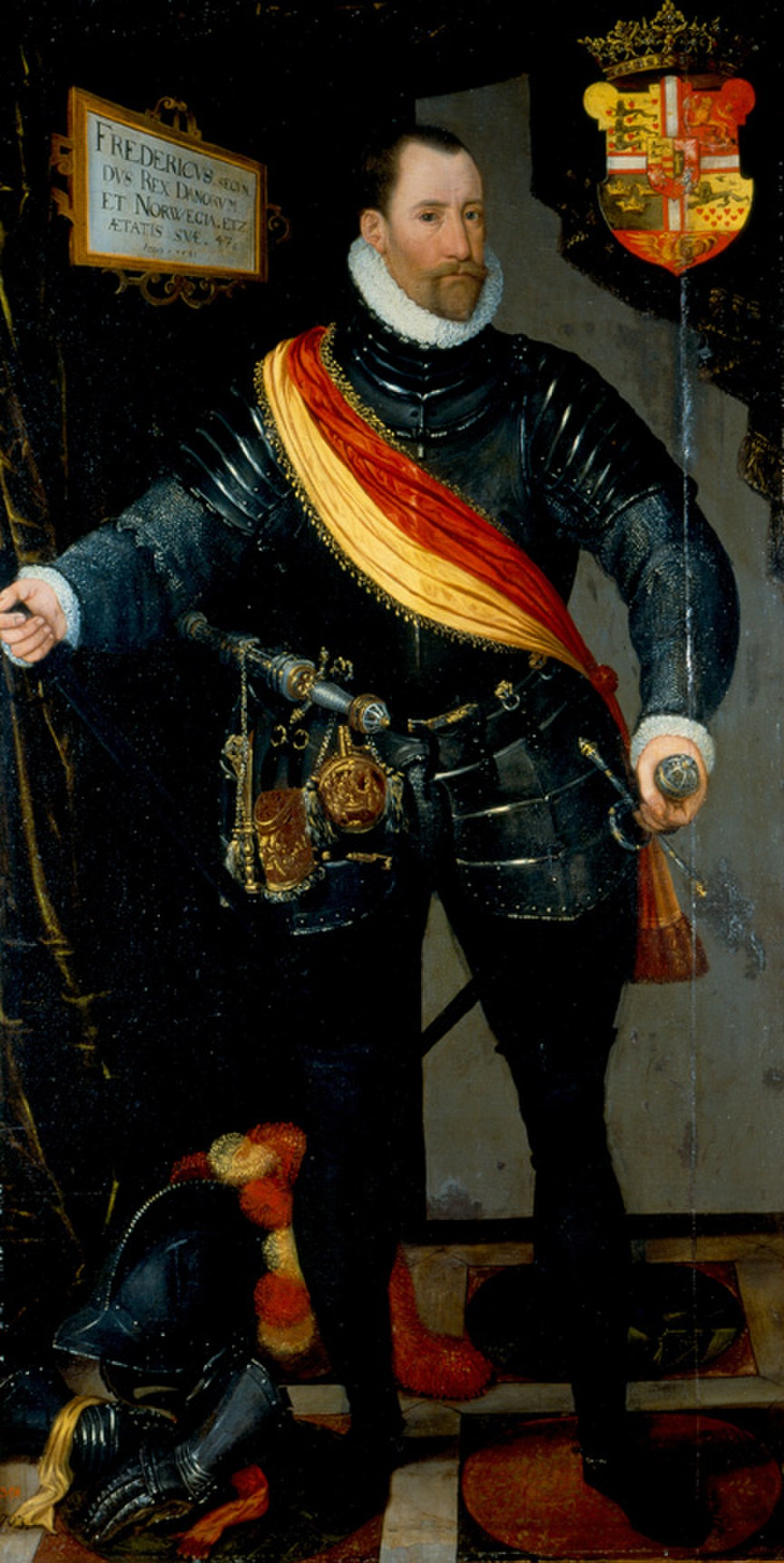
Retrato de Federico II, 1581

Cuando esta serie se completó en 1585, el rey encargó a Knieper la realización del Baldaquín del Trono. El Baldaquín del Trono estaba compuesto por 8 piezas de tapicería separadas, tejidas con plata, oro y seda. Estaba destinado a colgar sobre las cabezas del rey y la reina cuando se sentaban a la cabeza de la mesa del banquete. Sus ricos materiales y su estilo distinguido y refinado lo convierten probablemente en la pieza de tejido más bella del norte de Europa. Se terminó en 1586 y en 1659 los suecos lo tomaron como botín de guerra tras saquear Kronborg. Permaneció en la familia real sueca hasta que, tras la muerte de Carlos XV, fue transferido al Estado y ahora se encuentra en el Museo Nacional de Estocolmo.

### Pintura de retratos
Se dice que Knieper revivió la pintura de retratos danesa. Se le han atribuido retratos del rey Federico II, la reina Sofía, el padre de la reina, el duque Ulrico III de Mecklenburg-Güstrow y el príncipe heredero Christian El retrato de Knieper y, en particular, el retrato de Federico II representan una ruptura con la tradición del retrato doméstico. Es el retrato profano de cuerpo entero más antiguo que se conoce que, además, está ambientado en un espacio pictórico tridimensional.

### Pinturas para Tycho Brahe
El famoso astrónomo danés Tycho Brahe invitó a Knieper en 1587 a ir a la isla de Hven que había recibido como regalo del rey Federico II. En el observatorio de Uraniborg, en la isla, Brahe había construido un instrumento astronómico llamado cuadrante mural que consistía en un arco adosado a una pared. Brahe encargó a tres artistas que realizaran una pintura mural sobre el arco. Hans Knieper pintó el paisaje de la parte superior, Hans van Steenwinckel el Viejo pintó los tres arcos que representan las tres zonas de Uraniborg y Tobias Gemperle pintó el retrato de Brahe.
Knieper se casó con Marine Johansen, quien le sobrevivió.